# Xã Cass, Quận LaPorte, Indiana
Xã Cass (tiếng Anh: Cass Township) là một xã thuộc quận LaPorte, tiểu bang Indiana, Hoa Kỳ. Năm 2010, dân số của xã này là 1.833 người.